# Gerardus van Vogelpoel
Gerardus van Vogelpoel (1809 – 1884) was een Nederlands architect die onder meer de kerk van Rijnwoude heeft gebouwd in vroeg-neogotische stijl ofwel Willem II-gotiek.
Van Vogelpoel, lid van de familie Van Vogelpoel, ontwierp de Sint-Barnabaskerk van Haastrecht, van 1853 tot 1855, die tegenwoordig rijksmonument is. Deze kerk is gebouwd in neoclassicistische stijl.